# ネヴァー・トゥー・ファー
「ネヴァー・トゥー・ファー」 (Never Too Far)は、マライア・キャリーの楽曲。

## 解説
- 本曲は8枚目のスタジオ・アルバム『グリッター』から3枚目のシングルとして発売された。
- イギリスやオーストラリアでは「ドント・ストップ」との両A面シングルとして発売された。
- 同年の12月11日にはアメリカ同時多発テロ事件のチャリティー・シングルとして「ヒーロー」とのメドレー「ネヴァー・トゥー・ファー/ヒーロー」（Never Too Far/Hero Medley）が発表された。

## 収録曲
EU盤 マキシ・シングル
1. Never Too Far (Edit) - 3:56
2. Don't Stop (Funkin' 4 Jamaica) - 3:38

ネヴァー・トゥー・ファー/ヒーロー
1. Never Too Far / Hero Medley - 4:48
2. There For Me - 4:15